# Miguel Ángel Pérez Tello
Miguel Ángel Pérez Tello (10 de febrero de 1957) es un deportista español que compitió en esquí de fondo adaptado y en ciclismo adaptado (ruta y pista).
Ganó tres medallas en los Juegos Paralímpicos de Invierno, en los años 1988 y 1992, y dos medallas en los Juegos Paralímpicos de Verano, en los años 1992 y 1996.

## Palmarés internacional
| Juegos Paralímpicos | Juegos Paralímpicos   | Juegos Paralímpicos | Juegos Paralímpicos            |
| Año                 | Lugar                 | Medalla             | Prueba                         |
| ------------------- | --------------------- | ------------------- | ------------------------------ |
| 1988                | Innsbruck (Austria)   | Medalla de plata    | 5 km distancia corta LW3/9     |
| 1988                | Innsbruck (Austria)   | Medalla de plata    | 10 km distancia larga LW3/9    |
| 1992                | Albertville (Francia) | Medalla de bronce   | 5 km distancia corta LW3,5/7,9 |

| Juegos Paralímpicos | Juegos Paralímpicos      | Juegos Paralímpicos | Juegos Paralímpicos      |
| Año                 | Lugar                    | Medalla             | Prueba                   |
| ------------------- | ------------------------ | ------------------- | ------------------------ |
| 1992                | Barcelona (España)       | Medalla de bronce   | Ruta LC3 (ruta)          |
| 1996                | Atlanta (Estados Unidos) | Medalla de oro      | Ómnium LC3 mixto (pista) |